# Wilk i kozy
Wilk i kozy – gra planszowa o typie warcabowym
Jedna ze stron ustawia 12 pionków-kóz (tak jak w warcabach 64-polowych).
Druga ze stron ustawia 1 pionka-wilka na którymkolwiek czarnym polu w ostatnim rzędzie szachownicy.
Kozy mogą poruszać się o jedno pole do przodu po przekątnej w dowolnym kierunku.
Wilk porusza się o jedno pole do przodu lub tyłu po przekątnej i może łapać kozy przeskakując nad nimi i lądując na pustym polu (podobnie jak w warcabach).
Wilk wygrywa wtedy, gdy uda mu się przedrzeć przez kozy i dostać na ich tyły.
Kozy wygrywają wtedy, gdy otoczą wilka i nie będzie mógł on wykonać żadnego posunięcia. 